# Milada Karbanová
Milada Karbanová (poročena Matoušová), češka atletinja, * 27. marec 1948, Jablonec nad Nisou, Češkoslovaška. 
Nastopila je na poletnih olimpijskih igrah v letih 1972 in 1976 ter zasedla dvaindvajseto in devetnajsto mesto v skoku v višino. Na evropskih prvenstvih je osvojila srebrno medaljo leta 1974, na evropskih dvoranskih prvenstvih pa naslov prvakinje leta 1971 ter srebrno in dve bronasti medalji.  